# Valentina Gerasimova (cyclisme)
Pour les articles homonymes, voir Valentina Gerasimova.
Valentina Gerasimova, née le 26 janvier 1964, est une coureuse cycliste soviétique puis russe.

## Palmarès

### Championnats du monde
- 1991 Stuttgart
  - 19e de la course en ligne

### Par années
- 1992
  - Družba Žen
  - 3e étape de Družba Žen
- 1995
  - 4e étape de Gracia Tour
  - 3e de Gracia Orlová
- 1997
  - Durango-Durango Emakumen Saria
  - Linda`s Klimtrofee - Geraardsbergen
  - San Miguel Saria
  - 2e du GP Feminin du Canada
  - 3e du championnat de Russie sur route
  - 3e du championnat de Russie du contre-la-montre
- 1998
  - Tour de majorque
  - 3e du championnat de Russie du contre-la-montre
- 1999
  - 2e du championnat de Russie sur route
  - 2e du Tour de Kreuzberg - Berlin
  - 3e de Eurosport Tour
  - 3e du Tour de Pologne
  - 3e de Emakumeen Euskal Bira
- 2001
  - 5e étape de Eko Tour

### Grands tours

#### Tour d'Italie
2 participations
- 1993 : 7e
- 1994 : 22e

#### La Grande Boucle
4 participations
- Tour cycliste féminin
  - 1993 : 32e
  - 1997 : 12e
  - 1998 : 27e
- La Grande Boucle
  - 1999 : 19e